# Camplongo de Arbas
Camplongo de Arbas  es una localidad española, perteneciente al municipio de Villamanín, en la provincia de León y la comarca de La Tercia del Camino, en la Montaña Central, Comunidad Autónoma de Castilla y León.
Situado sobre el cauce del río Camplongo, afluente del río Bernesga.
Los terrenos de Camplongo de Arbas limitan con los de Tonín de Arbas al norte, Piedrafita, Piornedo y Campo al noreste, Millaró de la Tercia al este, Villanueva de la Tercia al sureste, Rodiezmo de la Tercia al sur, San Martín de la Tercia, Poladura de la Tercia y Viadangos de Arbas al suroeste, Busdongo y Arbas del Puerto al oeste, y Pendilla de Arbas al noroeste.
Perteneció al antiguo Concejo de la Tercia del Camino.